# Daniel Bekono
Daniel N´Dene Bekono (Yaoundé, 31 de maio de 1978) é um futebolista camaronês que atua como goleiro.

## Carreira
Disputou as Olimpíadas de Sidney, como titular do gol dos Leões Indomáveis. Após os Jogos, Bekono nunca mais disputou um torneio de relevância -era cotado para ser terceiro goleiro na Copa de 2002, mas Idriss Carlos Kameni, seu reserva imediato nas Olimpíadas, acabou sendo o escolhido.
Em clubes, atuou por Canon Yaoundé, Fovu Baham, Beroe e CSKA Sófia. Atualmente, está desempregado.

## Vida pessoal
Devido aos anos jogados na Bulgária, Bekono tem passaporte búlgaro.

## Títulos
Camarões
- Copa das Nações Africanas: 2000

## Ligações Externas
- Perfil em N.F.T.